# 岡山県庁舎

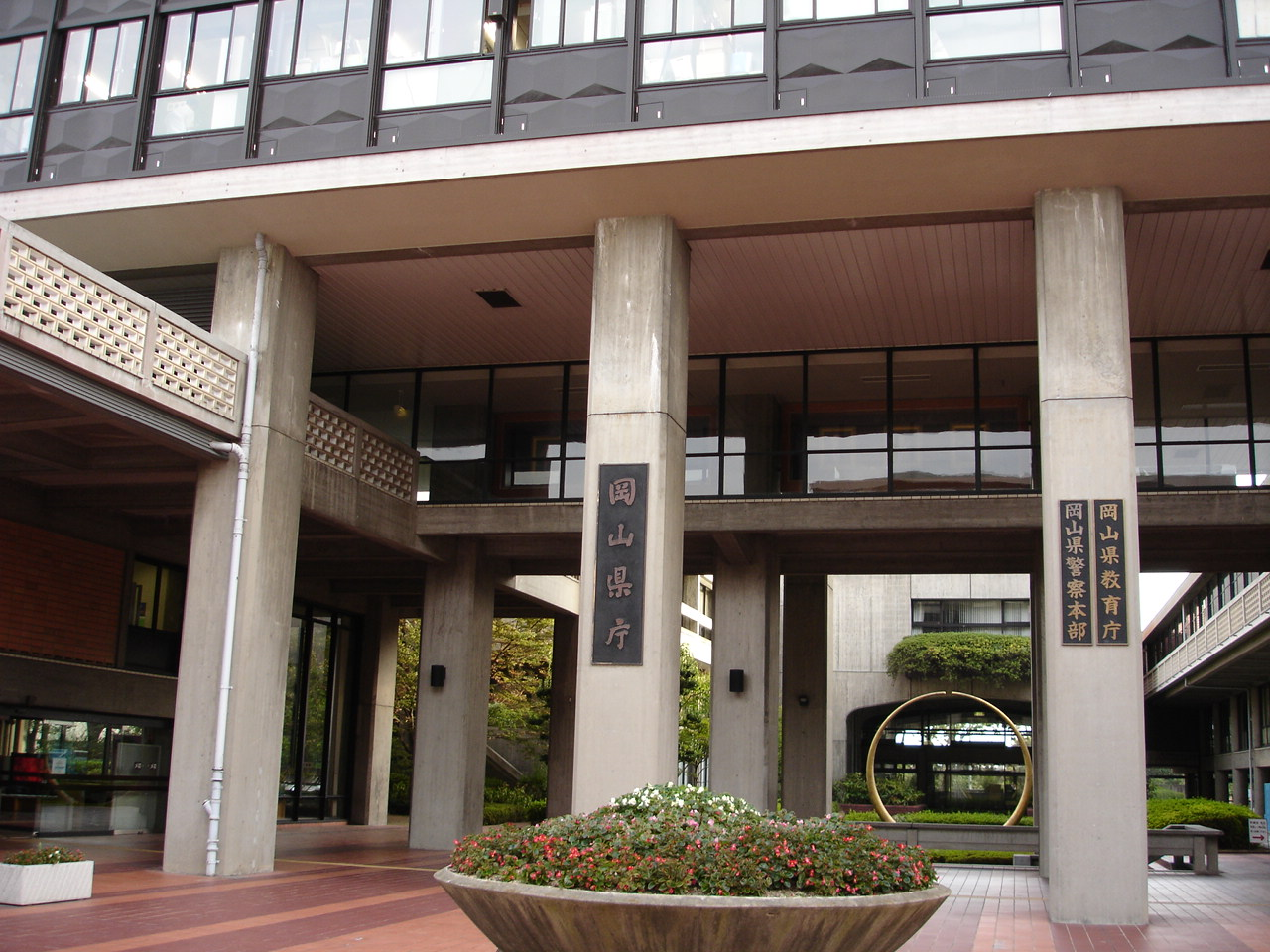
正面玄関

岡山県庁舎（おかやまけんちょうしゃ）は広域自治体である岡山県の行政機関（岡山県庁）が入る庁舎。

## 概要
本庁舎は地上9階・地下1階の鉄骨鉄筋コンクリート造で、開放的なピロティやガラスや化粧板を組み合わせたカーテンウォール（帳壁）が特徴。屋上には、災害時、緊急時に備えてヘリポートが設置されている。2015年度には、DOCOMOMO_JAPANより日本におけるモダン・ムーブメントの建築に選定された。
岡山県庁舎をめぐっては議会棟（旧館）や本庁舎（本館）などの耐震性が問題となっていたが、2023年度
（令和5年度）までに耐震化工事が完了。
この耐震化工事により岡山県警察本部が本庁舎（本館）から庁舎外に移転する一方、庁舎敷地外にあった一部の部署が集約された。
旧食堂は2016年（平成28年）まで営業されていたが、耐震化工事（2023年）の際に地下1階の約600平方メートルをリノベーションして県庁食堂として整備され、2024年（令和6年）7月22日に「おかやま晴れの国食堂」としてリニューアルオープンした。
本庁舎本館・議会棟旧館・西庁舎はル・コルビュジエに師事した前川國男が手掛けた初の庁舎建築で、2024年（令和6年）に国の登録有形文化財に登録された。
本庁舎（本館）
1957年（昭和32年）竣工、SRC造、地上9階地下1階、延床面積19,940.23m2
本庁舎（東棟）
1991年（平成3年）竣工
西庁舎
1971年（昭和46年）竣工、2004年（平成16年）免震改修
議会棟（旧館）
1957年（昭和32年）竣工、RC造、地上3階地下1階、延床面積4,383.82m2
議会棟（新館）
1980年（昭和55年）竣工

## 所在地
- 〒700-8570 岡山県岡山市北区内山下2丁目4番6号

## 沿革

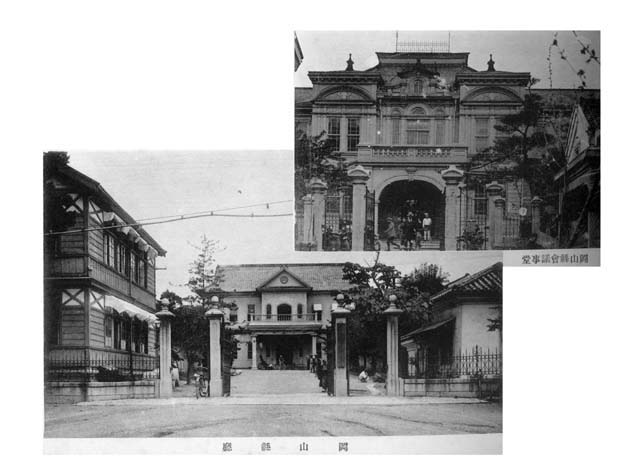
天神町の旧県庁舎・議事堂

最初の県庁舎は中堀東岸の石関町の旧岡山藩郡会所に置かれた（1871年7月31日 - 12月）。その後、中堀西岸の弓之町に移転した。
1879年（明治12年）になり県庁舎は天神山に移転した（1962年（昭和37年）に岡山県天神山文化プラザが置かれた場所）。天神山の旧庁舎は木造建築であったが、1945年（昭和20年）の岡山空襲によって焼失した。
1949年（昭和24年）に県庁舎位置調査委員会が設置され（翌年に県庁舎復旧委員会に改称）、1952年（昭和27年）に県庁舎建設敷地を内山下に決定した。敷地内には戦後に建てられたバラックなど多くの家屋が残っていたが、移転整理を行い、1957年（昭和32年）3月19日に完成式が行われた。
- 1879年 - 岡山市天神山に県庁舎を建設[8]。
- 1945年 - 戦災により天神山の県庁舎が焼失したため、岡山市上伊福の海軍衣料厰跡（現在の県立岡山工業高校敷地）に仮庁舎設置[9]。
- 1957年 - 内山下に本庁舎本館及び議会棟（旧館）が完成[9]。本館屋上に、当時の日本楽器製造が製造、販売していたミュージックサイレンを設置。
- 1971年 - 西庁舎増築[9]。
- 1972年 - 南庁舎増築[9]。
- 1980年 - 議会棟（新館）増築[9]。
- 1991年 - 本庁舎（東棟）増築[9]。東棟屋上にヘリポートを設置。1957年から運用を開始したミュージックサイレンを老朽化で運用終了。1987年から後継会社のヤマハ株式会社が製造、販売を行った新型ミュージックサイレンを新たに屋上へ設置。
- 2016年 ｰ 1991年から運用を行っていたミュージックサイレンを、ヤマハによるサポート終了に合わせて8月31日午後5時に演奏された｢家路｣を最後に運用を終了。

## 周辺施設
- 岡山城（烏城公園）
- 後楽園
- 岡山県立図書館
- 岡山県警察本部庁舎
- RSK山陽放送株式会社

## 交通アクセス
- 両備バス　「東山経由国際ホテル・操南台団地」、「東山経由益野西」、「東山経由西大寺」、「旭川荘」方面行きに乗車、「県庁前」下車。
- 岡電バス　「8 岡電高屋」行きに乗車、「県庁前」下車。
- 宇野バス　「四御神」、「長岡・駅前」、「瀬戸駅」、「八日市」、「伊部・片上」方面行きに乗車、「県庁前」下車。
- めぐりん　「2 県庁医大線」、「3 益野線」に乗車、「県庁前」下車。